# Bromuconazool
Bromuconazool (ISO-naam) is een fungicide. Het is een product van het Franse bedrijf Rhône-Poulenc Agrochemie (later Aventis Crop Science) en kwam rond 1993 op de markt. Aventis Crop Science is op haar beurt later opgegaan in Bayer CropScience. Merknamen zijn Granit en Vectra.
Bromuconazool behoort tot de chemische groep van de triazolen, samen met onder andere propiconazool, metconazool en tebuconazool. Het is een systemisch fungicide dat de biosynthese van sterolen blokkeert. Het wordt vooral gebruikt voor de bescherming van graanteelten (tarwe of gerst).
Technisch bromuconazool bestaat uit vier stereoisomeren.

## Toxicologie en veiligheid
Bromuconazool is matig giftig voor zoogdieren en vogels. Voor waterorganismen is het matig giftig tot zeer giftig in het geval van watervlooien (Daphnia magna). Het breekt zeer langzaam af in de bodem (een typische halveringstijd is 190 dagen maar in laboratoriumproeven zijn waarden van 329 tot 1028 dagen gevonden) en langzaam in water (halveringstijd voor hydrolyse meer dan 30 dagen; geen afbraak door fotolyse en moeilijk biologisch afbreekbaar).
Bromuconazool heeft nog geen geharmoniseerde indeling als gevaarlijke stof volgens de Europese richtlijn 67/548/EEG.

## Regelgeving
Aanvankelijk heeft de Europese Commissie op 3 november 2008 beslist om bromuconazool niet op te nemen in de lijst van toegelaten gewasbeschermingsmiddelen. De reden voor het niet opnemen was dat het niet mogelijk was om de eventuele verontreiniging van grond- en oppervlaktewater te evalueren wegens gebrek aan betrouwbare gegevens; en dit gekoppeld aan het grote risico voor waterorganismen.
In een aantal lidstaten van de Europese Unie waren producten met bromuconazool voorlopig toegelaten, onder meer in Duitsland, Griekenland, Frankrijk, het Verenigd Koninkrijk en Ierland. De toelatingen moesten ingetrokken worden tegen 3 mei 2009.
De aanvrager heeft daarna een nieuw dossier ingediend met bijkomende gegevens, waaruit blijkt dat het risico voor verontreiniging van het grondwater gering is en het product een aanvaardbaar risico vertoont voor in het water levende organismen. Daarop is bromuconazool wel opgenomen in de lijst van toegelaten gewasbeschermingsmiddelen, sedert 1 februari 2011.
In de Verenigde Staten is het product CHIPCO Bromuconazole van Bayer CropScience in 2002 toegelaten voor gebruik in de rozenteelt.